# Weidmühle (Eckartsborn)
Die Weidmühle ist eine Mühle an der Nidder. Sie liegt im Ortenberger Ortsteil Eckartsborn im Wetteraukreis in Oberhessen.

## Geschichte
Die erste bekannte Erwähnung der Mühle liegt im Staatsarchiv in Darmstadt. Es handelt sich um ein Erbleihbrief des Landgrafen Ludwig von Hessen für Hans Hasen und Ehefrau vom 1. Oktober 1598 mit folgendem Text:

„Von Gottes Gnaden Wir Ludwig der Elter Landgrave zu hessen, Grave zu Catzenelnpogen, Dietz, Ziegenhain und Nidda etc. thun khunth und bekennen hieran offentlich vor unß und unßere Erben und Nachkommen Fürsten zu Hessen, dass wir unßerm Underthanen zu Eckersporn und lieben Getreuen, Hans Hasen, Ermegarten seine eheliche Hausfraw und ihre Erben mit einer Muhlen, die Bach Muhl gnannt mit einem Gang zu rechtem Erblehen gnediglich belehnet haben, und leihen ihnen dieselbe hiermit  in Kraft dießes Brieffs also, dass gedachte Eheleuth und ihre Erben dieselbe Muhle von unß und unßern Erben zu rechtem Erblehen innen haben und tragen, sich derselben nach ihrem besten Nutzen, biesen und gebrauchen, auch unß und unßern Erben darvon jährlichs und eine so jeden Jahrß besondern uff Sanct Martins Tag in unsere Kellerei Lisperkg, acht achtel Korns Lisperger Maaß, gutter reiner marckschoner Frucht und anderthalben Tornes zu eubem newen Jahr und ein Fasnachtshuen geben und endtrichten, dießelb Muhl auch in guttem Baw und Besserung halten ohn unßer Vorwissen nicht verkaufen noch sonst vereußern und so sich der Fall mit unß und unßern erben ihnen und ihren erben dusch Absterben begeben und zu tragen oder wan die Muhl vereußert ist, widerumb empfangen und sonsten allenthalben darmit thun und lasen sollen, wie Erblehensrecht und Gewohntheit ist, inmaßen dan Hasen und sein Ehefraw sich dessen alßo gegen unß verpflichtet und unß Ihren Reversbrieff ubergeben haben. Alles trewlich und ohne Gefehrde. In Urkundt haben wir unß mit eigen Handen underschrieben und unßer Secret Insiegell hieran hangen lasen. Gesehen zue Marburgk den ersten Octobris im jahr Tauscend Funfhundert Neunzig und Acht.“

Der Akt enthält dann nur noch einige Schriftstücke aus den Jahren 1601 bis 1605. In diesen Unterlagen wird die Mühle als „Bachmühle“ bezeichnet.
Die nächste Erwähnung findet sich beim Staatsarchiv wieder im Jahre 1826 anlässlich der Neufestsetzung des Wasserfallzinses und der sonstigen Abgaben. Die Bachmühle war Erbleihmühle des Landgrafen von Hessen und wurde als Doppelanlage mit zwei Wasserrädern von Johann Heinrich Geller und Ernst Schepp betrieben. Erst um 1850 taucht dann der Name Weidmühle auf. Es war deshalb festzustellen, ob einmal die Bachmühle und die Weidmühle identisch sind, und zum anderen, auf welchen der beiden 1826 genannten Müller sich das Eigentum des heutigen Triebwerkes zurückführt.
Da sich in der Gemarkung Eckartsborn sonst keine Mühlen befanden und sowohl die Unterlagen von 1598 bis 1605 wie von 1826 auf den Landgrafen von Hessen als Erbleihherren hinweisen, dürfte die Frage zu bejahen sein.
Aus den Unterlagen der Gemeinde und der Pfarrei ergibt sich, dass der Müller Johann Heinrich Geller 1833 verstarb, seine Tochter verheiratete sich mit Johannes Herth. Als Nachfolger des 1841 verstorbenen Ernst Schepp ist aus dem Aktenregister des Wasserwirtschaftsamtes Friedberg von 1906 der Sohn Konrad Schepp ersichtlich. Die beiden Müller Herth und Schepp erhielten 1851 die Konzession zur Anlage einer 2. Mahlganges. 1852 wurde die Scheppsche Mühle dann ausweislich des gleichen Registers an Friedrich Kraus verkauft. Er erhielt am 11. Januar 1858 die Erlaubnis zur Anlage eines neuen Wasserrades.
Der Müller Kraus konnte sich jedoch nicht lange auf der Mühle halten. Dies ergibt sich aus einer Fotokopie im Hypothekenbuch der Gemeinde Eckartsborn. Das Anwesen war bereits 1856 hoch verschuldet und wurde 1860 von Georg Heinrich Ringshausen einem Gläubiger, gekauft. Er wird zusammen mit Karl Herth auch im Aktenregister als Besitzer der Weidmühle genannt.
Während nun die Geller-Herthsche Mühle Ende des 19. Jahrhunderts ein ging, führte Georg Heinrich Ringshausen das Triebwerk weiter. Seine 1856 in Bellmuth geborene Tochter Wilhelmine verheiratete sich am 5. Oktober 1873 mit August Schuchmann I., der die Mühle später übernahm.
In einem alten Rechnungsbuch von den Nachkommen des Ernst und Konrad Schepp geht hervor, das in den Jahren 1821 bis 1829 Wasserfallszinszahlungen geleistet wurden. Der Zins, der später 5,14 Mark betrug wurde circa 1902 in bar abgelöst.
Aus diesen Darlegungen ergibt sich nun, dass die Weidmühle mit Sicherheit identisch mit der seit von 1800 rechtsmäßig bestehenden landgräflichen Erbleihmühle ‚Bachmühle’ wahrscheinlich aber auch mit der 1598 genannten und verliehenen Mühle gleichen Names, und dass sich das Eigentum und die Nutzungsberechtigung des heutigen Triebwerkesbesitzers von dem Müller Ernst Schepp herleitet.
An der Weidmühle wurde am 31. Juli 1878 ein Eichpfahl gesetzt, der jedoch mangels näherer Angaben nicht aus zu finden ist.
Im Jahre 1946 wurde das Wasserrad der Weidmühle zerstört und 1950 durch eine Turbine ersetzt, diese betrieb die Mühle mit Unterstützung eines Elektromotores bis ins Jahr 1990. Danach wurde eine neue Turbine zur Stromerzeugung eingebaut.